# José Pacheco
José Francisco de Almeida Pacheco (Porto, 10 de maio de 1951) é um educador, antropogogo e pedagogista, e grande dinamizador da gestão democrática na Educação.
Foi electricista, estudou engenharia e mudou-se para o Ensino. Foi professor primário e universitário.
É um crítico do sistema tradicional de ensino. Para ele, a aula tradicional é um sistema obsoleto de reprodução de conteúdos que deixa a desejar naquilo que é o mais importante objetivo educacional: a humanização do indivíduo.
Defende uma escola sem turmas, sem ciclos, sem testes ou exames, sem reprovações, sem campainhas.
Em meados de 2017 era já indutor de mais de 100 projetos para uma nova Educação no Brasil e colaborador voluntário no Projeto Âncora, que segue o mesmo método de ensino da “Escola da Ponte”. Uma escola liceal sem séries, sem prova, sem “aula” e focada na autonomia e protagonismo do aluno que ele próprio tinha sido aí o mentor, nos anos 70, no Norte de Portugal.
Hoje protagoniza, para o ensino dos jovens e até da sociedade em geral, as chamadas "Comunidades de Aprendizagem".

## Biografia
Especialista em Leitura e Escrita é, desde 1995, mestre em Ciências da Educação pela Faculdade de Psicologia e de Ciências da Educação da Universidade do Porto.
Coordenou projecto “Fazer a Ponte”, desde 1976 a 2004, realizado na Escola da Ponte, da qual é idealizador, instituição que se notabilizou pelo projeto educativo baseado na autonomia dos estudantes, até à data da sua aposentadoria.
Foi membro do Conselho Nacional de Educação de Portugal, coordenador do “Educação para Todos” projecto de 2001/2004, desenvolvido pelo Instituto Paulo Freire. 
Em 2007, deslocou-se para o Brasil,
Está desde Abril de 2011 a colaborar directamente no Projeto Âncora, uma ONG em Cotia, São Paulo do Brasil, que segue o mesmo ou idêntico modelo de ensino.
Foi investigador do IBICT – Instituto Brasileiro de Informação em Ciência e Tecnologia, no Projeto Brasília 2060 – Plano Estratégico para a uma Cidade Sustentável, onde desenvolveu pesquisa na área da Educação.
No Ministério da Educação do Brasil integrou o Grupo de Trabalho de Inovação e Criatividade da Educação Básica. 
É neste momento diretor pedagógico da EcoHabitare Consultoria e Projetos Ltda., empresa social que promove iniciativas com foco na criação de comunidades sustentáveis a partir de comunidades de aprendizagem. 
Participa na Rede de Inovação e Criatividade da Educação do Sesc Nacional actuando nos grupos de trabalho de Formação e Avaliação.
É autor de livros e de diversos artigos sobre educação, definindo-se como "um louco com noções de prática".

## Valores na Educação
Sendo um apologista da máxima preparação do aluno para a cidadania, para seu bom crescimento, apresentou 21 valores que acha fundamentais que uma escola deve trabalhar e contribuir, para ele os assumir para si. São:
1. Autonomia
2. Beleza
3. Coerência
4. Desapego
5. Esperança
6. Felicidade
7. Gratidão
8. Honestidade
9. Indignação
10. Justiça
11. Lealdade
12. Meio Ambiente
13. Não-violência
14. Optimismo
15. Prudência
16. Qualidade de vida
17. Responsabilidade
18. Solidariedade
19. Tolerância
20. Uma atitude é uma atitude…
21. Verdade

## Condecorações
Entre eles os de “Excelência Académica", prémio da Fundação Engenheiro António de Almeida”, a Comenda da Ordem da Instrução Pública e da “Experiências Inovadoras no Ensino”, em Portugal.

## Publicações
- Quando eu for grande, quero ir à Primavera., (2000) Ed. Didática Suplegraf
- Sozinhos na Escola., (2003) Ed. Didática Suplegraf
- Escola da Ponte: um outro caminho para a Educação, (2004) Editora Suplegraf
- Caminhos para a Inclusão, (2006) Artmed Editora
- Para Alice, com Amor, (2007) Cortez Editora
- Escola da Ponte – Formação e Transformação da Educação, (2008) Vozes Editora
- Para Os Filhos Dos Filhos Dos Nossos Filhos, (2008) Papirus Editora
- Pequeno Dicionário de Absurdos em Educação, (2009) editora Artmed
- Pequeno Dicionário das Utopias da Educação, (2009) editora Wak
- Dicionário de Valores, (2012) editora SM
- Inclusão não rima com solidão, (2012) editora Wak
- Escola da Ponte - Vila Das Aves - Portugal, (2012) editora Rovelle
- A Avaliação da Aprendizagem na Escola da Ponte, (2012) Wak editora
- A Escola da Ponte Sob Múltiplos Olhares - Palavras de Educadores, Alunos e Pais, (2013) editora Penso
- Crônicas Educação – Denunciar e Anunciar, vol. 1, (2013) editora Nossa Cultura
- Crônicas Educação – Denunciar e Anunciar, vol. 2, (2014) editora Nossa Cultura
- Aprender em Comunidade, (2014) editora SM
- Escola da Ponte - uma escola pública em debate, (2015) Cortez Editora

Escreve com regularidade artigos em revistas, nomeadamente as digitais Educare.pt e na Revista Educação